# Стеліос Казандзидіс
Стеліос Казандидіс (грец. Στέλιος Καζαντζίδης, 1931 — 2001) — відомий грецький співак. Стеліос Казандзидіс виступав у жанрах, традиційних для народної грецької музики, ведучий співак лаїко, улюблений співак грецької діаспори. Співпрацював з багатьма провідними композиторами Греції. 

## Біографія

### Родина і ранні роки
Стеліос Казандзидіс народився 29 серпня 1931 року в Неа-Іонія в Афінах в сім'ї грецьких біженців з Малої Азії, його батько був понтійським греком. Батько співака в роки окупації брав участь у Русі Опору і загинув в 1944 році. Доросле життя почалося для майбутнього співака ще в дитячі роки, коли він був змушений підробляти чистильником взуття на ринку і носієм валіз, продавав сигарети і холодну воду в Афінах. Після армії його життя різко змінилося, коли власник маленької фабрики, розташованої в одному з бідних передмість Афін, подарував йому гітару. З цього і почалася артистична кар'єра Стеліоса Казандзидіса. У 1950 році вперше з'явився як співак у нічному клубі в Кіфісії. 

### Творча біографія
У 1952 році зробив перший запис в Columbia пісні Апостолоса Калдараса «Για μπάνιο πας», продажі були поганими. Друга пісня, «Οι βαλίτσες» Янніса Папаіоанну, мала великий успіх. Незабаром після цього до нього прийшла популярність.
Влітку 1957 року Казандзидіс співпрацює з Кеті Грей. Разом вони записують хіт «Απόψε φίλα με».
Наступні вісім років (1957 — 1965) — найбільш плідний і творчий період Казандзидіса. З 1961 року він починає співпрацю з Маносом Хадзідакісом і Мікісом Теодоракісом, Леонтісом, Маносом Лоізосом. Його знайомство з Марінеллою перетворилося на блискуче співробітництво.
У 1965 році, коли він був на піку своєї кар'єри, він вирішив більше не співати у нічних клубах, цього рішення він дотримувався до кінця життя, з тих пір Казандзидіс співав тільки в студії. Протягом двох років, починаючи з 1969 року, він змушений був відмовитися від запису пісень через його проблеми зі звукозаписною компанією Minos EMI. Казандзидіс намагається створити власну звукозаписну компанію, «STANDAR», але спроба була невдалою. 
Наприкінці 1975 року вийшов альбом «Υπάρχω». У 1976 році він перестав записуватися. Через 12 років, в 1987 році повернувся до запису, записав альбом «Στο δρόμο της επιστροφής», продажі якого тільки в Греції досягли 200 000 копій.  З тих пір він записав багато дисків, що отримали статус золотих. Серед них, концертний запис «Ενα γλέντι με τον Στελλάρα» і альбом з 4 дисків з піснями понтійських греків. У 1990-ті роки активно співпрацював з композиторами Стаматісом Спанудакісом і Антонісом Вардісом.
Улюбленим хобі співака була риболовля. За його словами, саме в ній він знаходив забуття, спокій і свободу. 
Стеліос Казандзидіс помер 14 вересня 2001 року після тривалої боротьби з раком (у співака була пухлина мозку) і був удостоєний честі державних похоронів, церемонія транслювалася в прямому ефірі грецького телебачення. Стеліос Казандзидіс був похований на кладовищі в Елефсіні. 

## Приватне життя
Був двічі одружений. Першою дружиною співака була Марінелла, але шлюб проіснував недовго. Вдруге він одружився в 1982 році.

## Дискографія
Протягом своєї артистичної кар'єри Стеліос Казандзидіс виконав понад 2000 пісень і записав 120 альбомів. Тільки однією компанією, MBI, починаючи з 1990 року, було продано понад 800 000 копій дисків.
Якщо додати постійні продажи класичного репертуару від Minos EMI, загальна кількість проданих копій в останнє десятиліття перевищує два мільйони. 